# Kwajalein
Kwajalein (marš. Kuwajleen), atol od 93 otočića u sastavu Maršalovih Otoka, dio lanca Ralik.

## Zemljopis
S površinom od 2173,78 km2 Kwajaleinova laguna najveća je na svijetu.

## Stanovništvo
| broj stanovnika | 1284  | 3540  | 5469  | 6624  | 9311  | 10902 |
|                 | 1958. | 1967. | 1973. | 1980. | 1988. | 1999. |